# بتير

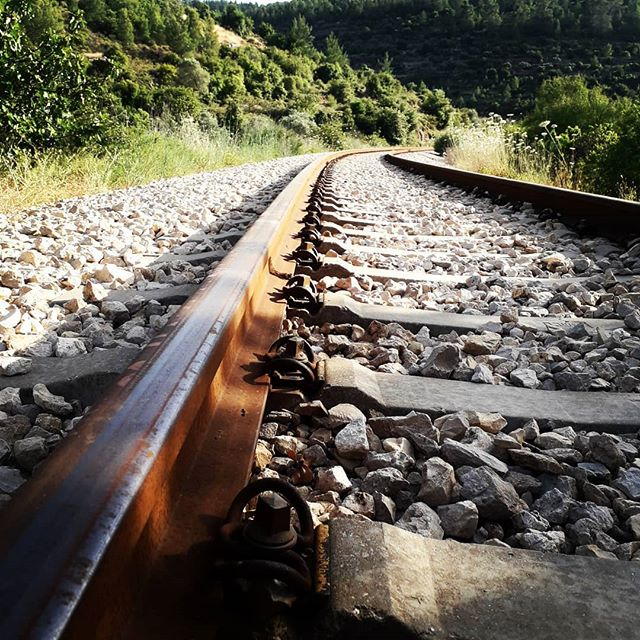
سكة القطار المارّة من قرية بتّير

بتّير هي بلدة ريفية فلسطينية من قرى الريف الغربي لمحافظة بيت لحم، تمتاز بطبيعتها وبساتين الخضار التقليدية، كما أنها تشتهر بالباذنجان البتيري.

## الموقع
تقع بلدة بتير إلى الجنوب الغربي من القدس وتبعد عنها حوالي 8 كم وغرب مدينة بيت لحم التي تبعد عنها 5 كم، وهي إحدى القرى المحاذية للخط الأخضر، ترتفع عن سطح البحر 800 م، وتبلغ المساحة العمرانية للقرية حوالي 420 دونم. تحيط بأراضيها أراضي قرى الولجة وبيت جالا وحوسان والخضر، والقبو؛ وتمر بها سكة حديد القدس - يافا التي بناها الاتراك خلال العهد العثماني في أوائل القرن العشرين، وجزء من أراضي بتير، ومن ضمن ذلك المدرسة، تقع في أراضي 48.
وهناك العديد من العيون من أهمها: عين البلد، عين جامع، عين عمدان، عين المصري، عين فروج، عين أبو الحارث، عين ام الحرذون، عين إباسين.

## أصل التسمية
ويرجع أصل التسمية إلى الجذر بتر بمعنى قطع وفصل حيث يشير وزن فعيل إلى مفعول كما في قتيل بمعنى مقتول وبتير بمعنى مبتور، وكذلك في العربية، كذلك هناك روايات أخرى منها بيت الطير بسبب كثرة الطيور التي تعيش فيها بسبب طبيعتها الخلابة وكانت في عهد الرومان قلعة حصينة.

## السكان

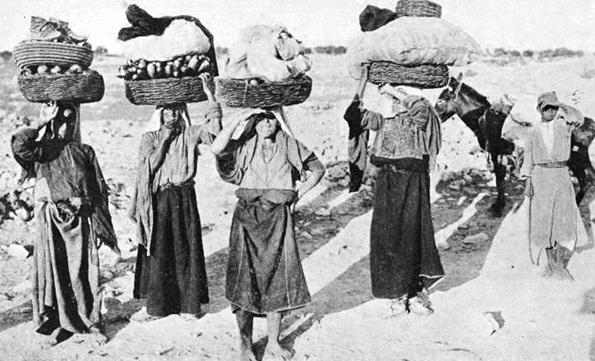
فلاحات من بتير ذاهبات إلى السوق في عام 1913

بلغ عدد سكانها عام 1922 م حوالي 542 نسمة ارتفع إلى 1050 نسمة عام 1945 م، وفي عام 1967 م وبعد الاحتلال بلغ عدد سكانها وفق الإحصاء الإسرائيلي 1445 نسمة ارتفع إلى 2469 نسمة عام 1987 م. إلى أن بلغ حوالي 5000 نسمة عام 2008 م[بحاجة لمصدر].

## على لائحة التراث العالمي
أدرجت القرية على لائحة التراث العالمي لمنظمة الأمم المتحدة للتربية والعلوم والثقافة - (اليونسكو) في 20 حزيران/يونيو 2014 وذلك لمصاطبها الزراعية، وكانت السلطة الفلسطينية قد أهتمت بإدراجها على قائمة التراث لمنع إقامة الجدار الفاصل على أراضي القرية. يتضمّن المنظر الطبيعي سلسلة أودية زراعية ومدرّجات حجرية عمرها مئات السنوات وقد تم تطويرها بسبب البيئة الجبلية.